# Terranatos dolichopterus
Terranatos dolichopterus är en art av årstidsfiskar bland de äggläggande tandkarparna. Den blev först vetenskapligt beskriven år 1967 av iktyologen Stanley H. Weitzman och biologen John Peter Wourms, då under det vetenskapliga namnet Austrofundulus dolichopterus. En taxonomisk revidering utförd 1978 av de amerikanska iktyologerna Donald Taphorn och Jamie E. Thomerson visade att arten inte är tillräckligt närbesläktad med övriga arter i Austrofundulus. Istället skapades släktet Terranatos, till vilket arten flyttades. Detta släkte är monotypiskt, och innehåller således inga andra arter. Inte heller finns några underarter listade i Catalogue of Life.